# Satoshi Otomo
Satoshi Otomo (n. 1 octombrie 1981, Sakae⁠(d), Prefectura Chiba, Japonia) este un fotbalist filipinez.
Otomo a debutat la echipa națională a Filipinelor în anul 2014.

## Statistici
| Filipine | Filipine | Filipine |
| An       | Meciuri  | Goluri   |
| -------- | -------- | -------- |
| 2014     | 1        | 0        |
| Total    | 1        | 0        |